# بلات آدامز
بلات آدامز (بالإنجليزية: Platt Adams)‏ هو لاعب كرة قاعدة ومنافس ألعاب قوى وسياسي أمريكي، ولد في 23 مارس 1885 في الولايات المتحدة، وتوفي في 27 فبراير 1961 في الولايات المتحدة. حزبياً، نشط في الحزب الجمهوري. وقد انتخب عضو جمعية نيوجيرسي العامة.

## روابط خارجية
- بلات آدامز على موقع أوليمبيديا (الإنجليزية)